# La Celle-Saint-Cyr
La Celle-Saint-Cyr è un comune francese di 809 abitanti situato nel dipartimento della Yonne nella regione della Borgogna-Franca Contea.

## Società

### Evoluzione demografica
Abitanti censiti